# Ёркатаяха
Ёркатаяха (также Йоркута-Яха, Еркутаяха, Ёркутаяха, Еркатаяха) — река в России, протекает по территории Ямальского района Ямало-Ненецкого автономного округа, на полуострове Ямал. Длина реки — 189 км, площадь водосборного бассейна — 3440 км².
Берёт начало из небольшого озера в южной части полуострова Ямал, к западу от озера Яррото 2-е. Высота истока — более 40 м над уровнем моря. Преимущественное направление течения — на запад и северо-запад. В среднем течении берега местами обрывистые. Ландшафт представляет собой арктическую тундру. Активно меандрирует. В бассейне большое количество озёр. В среднем течении русло расширяется до 100 м. Впадает с юго-востока в Байдарацкую губу к северо-востоку от устья реки Ензоръяха. Перед устьем ширина реки достигает 205 м, а глубина — 4 м. Скорость течения в низовьях — 0,2 м/с.

## Основные притоки
Указаны поименованные притоки длиной 30 км и более .
| Название       | Расстояние от устья | Длина | Положение |
| -------------- | ------------------- | ----- | --------- |
| Паютаяха       | 43                  | 157   | правый    |
| Томбойсё       | 49                  | 45    | правый    |
| Ёряяха         | 55                  | 33    | правый    |
| Лухуседаяха    | 59                  | 67    | левый     |
| Ёркангэвакояха | 62                  | 79    | левый     |

## Данные водного реестра
По данным государственного водного реестра России относится к Нижнеобскому бассейновому округу, водохозяйственный участок — реки бассейна Карского моря от западной границы бассейна реки Большая Ою до мыса Скуратова, речной подбассейн реки — подбассейн отсутствует. Речной бассейн реки — Реки бассейна Карского моря междуречья Печоры и Оби.
Код объекта в государственном водном реестре — 15010000112115300036606.